# Madona de Quieve
A Madona de Quieve é uma imagem simbólica de uma mulher amamentando uma criança, que se refugiou no metrô de Quieve para se proteger de um ataque durante o bombardeio da capital ucraniana Quieve em 2022 pelas Forças Armadas da Rússia durante a guerra russo-ucraniana.
A foto tirada pelo jornalista András Földes se tornou popular na Internet. Tornou-se uma ilustração tanto de uma crise humanitária quanto de uma guerra injusta. A imagem serviu de inspiração para um ícone exposto em uma igreja católica em Mugnano di Napoli, na Itália, que se tornou um símbolo artístico de resistência e esperança.

## História
Nos primeiros dias da invasão da Ucrânia pela Rússia, a imagem de Tetiana Blizniak, de 27 anos, amamentando sua filha Maritchka (Maria), de três meses, que se refugiou nos túneis do metrô de Quieve para se proteger do ataque durante o bombardeio da cidade de Quieve pelas Forças Armadas da Federação Russa, chamou a atenção do jornalista húngaro András Földes, que filmou espontaneamente enquanto as sirenes antiaéreas soavam no alto. A mulher se refugiou no metrô com o marido e o filho a partir de 25 de fevereiro de 2022. Embora devessem ser evacuados em 26 de fevereiro, eles não conseguiram sair do túnel em que estavam se abrigando por causa dos combates. A foto viralizou e foi até compartilhada pelo site oficial do Vaticano. A artista ucraniana Marina Solomennikova, do Dnipro, estava entre os que o viram. Ela usou a imagem icônica de uma mulher como inspiração para o retrato de Maria amamentando seu bebê. Na foto, o cocar da mulher ucraniana é usado como véu de Maria, e sua cabeça é retratada em frente a um mapa do metrô. Em 5 de março de 2020, o artista postou na Internet o retrato, que criou.
A pedido do padre jesuíta Viatcheslav Okun, uma cópia em tela do retrato “Madona do Metrô” foi enviada à Itália para ser guardada no local, onde o padre servirá. Na Quinta-feira Santa, o Arcebispo de Nápoles consagrou a pintura como objeto de culto. O ícone foi exposto na Igreja do Sagrado Coração de Jesus, apelidada de “Madona de Quieve”, localizada na comuna de Mugnano di Napoli. O ícone foi consagrado pelo Papa Francisco em 25 de março de 2022.
Tetiana Blizniak mais tarde se refugiou em Levive, na Ucrânia Ocidental.

## Significado
A imagem tornou-se uma ilustração da crise humanitária e da guerra injusta e um símbolo de esperança e resistência silenciosa dos ucranianos.
O retrato, por sua vez, como a mãe de Jesus de Nazaré, que se refugiou do perigo de Herodes, o Grande, é hoje considerado um símbolo da Maria moderna que se refugia da violência da guerra e amamenta seu filho como ele. A Virgem de Quieve também é notável por seu papel na história ucraniana e na identidade nacional. Durante a era soviética, o ícone foi usado como símbolo do nacionalismo ucraniano e da resistência à dominação soviética. Hoje, é considerado um tesouro cultural e um símbolo da identidade e herança ucraniana.